# Of fate and glory
Of fate and glory is het tweede studioalbum van de gelegenheidsformatie The Rome Pro(g)ject. De Italiaanse musici namen basistracks op voor een instrumentaal album,  waaraan enkele bekendere musici uit de progressieve rock hun opnamen aan toevoegden. De ”beroemdheden” en de overige leden van de band hebben elkaar daarbij niet in de geluidsstudio gezien; ieder nam zijn bijdragen op in hun eigen studio. Die bekendere musici waren (ooit) lid van de grote symfonische bands uit de jaren zeventig: Hackett speelde in Genesis en had een lange solocarrière, Jackson in Van der Graaf Generator en Sherwood (in latere versies) van Yes. Net als het eerste album heeft dit album de geschiedenis van Rome als centraal thema. 

## Musici
- Vincenza Ricco – toetsinstrumenten (alle tracks)
- Mauro Montobbio – synthesizergitaar (7)
- Riccardo Romano – toetsinstrumenten (1), harp (4, 5)
- Daniele Pomo – slagwerk (1, 5, 8)
- Luca Grosso – slagwerk (4, 7)
- Lorenzo Feliciati – basgitaar (1, 5, 8)
- Franck Carducci – basgitaar, gitaar (4)
- Giorgio Clementelli – akoestische gitaar (7)
- Paolo Ricca jr. – gitaar (9)

Met
- Steve Hackett – gitaar (1, 6)
- David Jackson – blaasinstrumenten (5, 7, 8)
- Billy Sherwood – bas, gitaar of slagwerk (2, 3, 6, 10)
- Jo Lehmann Hackett (vrouw van Steve) – stem (1)

## Muziek
| Nr. | Titel                                                  | Duur  |
| --- | ------------------------------------------------------ | ----- |
| 1.  | Of fate and glory (V.Vicca, Hackett, Lehmann)          | 3:53  |
| 2.  | The wolf and the twins (V.Ricca, Sherwood)             | 3:38  |
| 3.  | The seven kings of Rome (V.Ricca)                      | 4:55  |
| 4.  | Seven hills and a river (V.Ricca)                      | 13:12 |
| 5.  | Forum Magnum (V.Ricca, Jackson)                        | 8:05  |
| 6.  | S.P.Q.R. (V.Ricca, Hackett)                            | 6:00  |
| 7.  | Ovid’s ars amatoria (V.Vicca, Jackson)                 | 6:53  |
| 8.  | Augustus (Primus inter paris) (V.Ricca, Jackson)       | 6:19  |
| 9.  | Hadrianeum (V.Ricca, P.Ricca)                          | 3:35  |
| 10. | The conquest of the world (Traianus) (Ricca, Sherwood) | 4:48  |